# Cimarron (Nuevo México)
Cimarrón es una villa ubicada en el condado de Colfax en el estado estadounidense de Nuevo México. En el Censo de 2010 tenía una población de 1021 habitantes y una densidad poblacional de 196,81 personas por km².

## Geografía
Cimarrón se encuentra ubicada en las coordenadas 36°30′31″N 104°54′41″O / 36.50861, -104.91139. Según la Oficina del Censo de los Estados Unidos, Cimarrón tiene una superficie total de 5.19 km², de la cual 5.19 km² corresponden a tierra firme y (0%) 0 km² es agua.

## Demografía
Según el censo de 2010, había 1021 personas residiendo en Cimarrón. La densidad de población era de 196,81 hab./km². De los 1021 habitantes, Cimarrón estaba compuesto por el 81% blancos, el 0.1% eran afroamericanos, el 0.78% eran amerindios, el 0% eran asiáticos, el 0.1% eran isleños del Pacífico, el 14.4% eran de otras razas y el 3.62% pertenecían a dos o más razas. Del total de la población el 56.12% eran hispanos o latinos de cualquier raza.